# Thierry Ier de Lorraine
Pour les articles homonymes, voir Thierry de Lorraine, Thierry Ier et Thierry.
Thierry Ier, né vers 965, mort entre le 11 avril 1026 et le 2 janvier 1027, fut un comte de Bar et duc de Haute-Lotharingie (ou de Lorraine).
Il était fils de Frédéric Ier, comte de Bar et duc de Haute-Lotharingie et de Béatrice de France, sœur d’Hugues Capet.
Il succède à son père en 978 et sa mère assure la régence jusqu’en 987. En 985, avec d’autres seigneurs lorrains (entre autres son cousin germain Godefroy le Captif, comte de Verdun), il combattit le roi Lothaire de France qui assiégeait Verdun, mais il fut fait prisonnier.
Il fut un partisan inconditionnel des empereurs ottoniens et combattit pour Henri II, contre ses cousins du Luxembourg,  assiégeant Metz en 1011. Il fut à nouveau capturé en 1018 en combattant en Bourgogne, mais vainquit Eudes II de Blois, comte de Troyes et de Meaux. En 1019, il associa son fils Frédéric II au gouvernement du duché. À la mort de l’empereur Henri II (1024), il combattit Conrad II, puis changea d’alliance et le reconnut empereur.

## Mariage et filiation
Il épouse vers 985 Richilde, probablement fille de Folmar Ier, comte de Lunéville et comte palatin de  Metz, et eut :
- Adèle († 995), mariée à Walram Ier (de), comte d’Arlon ;
- Frédéric II (995 † 1026), comte de Bar, duc de Lorraine ;
- Adalbéron (v. 1000 † 1006), évêque de Metz de 1005 à 1006 sous la tutelle de Thierry de Luxembourg[2] ;
- Hildegarde (990-1046), mariée à Foulques III, comte d'Anjou. Cette parenté n'est pas avérée[2].

## Sources
- Dietrich I. Herzog von Ober-Lothringen (978-1026).